# Rick Houenipwela
Rick Houenipwela, mais comumente conhecido como Rick Hou (8 de agosto de 1958) é um político que foi primeiro-ministro das Ilhas Salomão de 2017 até 2019.
É bacharel em contabilidade e atuou como governador do Banco Central das Ilhas Salomão "por mais de 15 anos" antes de se tornar Assessor Sênior do Diretor Executivo do Banco Mundial e depois entrar para a política. O Solomon Times descreveu-o como "uma das principais figuras públicas das Ilhas Salomão, cuja credibilidade está intacta, se não reforçada, depois de resistir à corrupção e a várias tentativas de fraudadores para levar a nação à falência durante o conflito étnico" do início dos anos 2000.
A revista Islands Business nomeou-o como o "Homem do Ano" para a região do Pacífico em 2003, numa altura em que ele ocupava o cargo de governador do Banco Central. Sean Dorney, da ABC Radio, descreveu-o em 2011 como um crítico da exploração excessiva florestais do país, como um homem modesto que demostrou "força [...] ao longo dos anos para enfrentar aqueles que exploraram o país. Ele assumiu uma posição corajosa ao defender o Banco Central de extorsão na cara dura da intimidação considerável daqueles com as armas durante as piores tensões étnicas".
Sua carreira na política nacional começou quando ele foi eleito para o Parlamento representando Pequena Malaita nas eleições gerais de agosto de 2010, permanecendo como membro do Partido Democrata. O líder do partido, Steve Abana, tornou-se líder da oposição e nomeou Houenipwela Shadow como ministro das Finanças e do Tesouro. No início de abril de 2011, tendo sido deposto da liderança da oposição, Abana desertou para o governo do primeiro-ministro Danny Philip, trazendo consigo vários membros da aposição, incluindo Houenipwela. Este último foi nomeado ministro do Serviço Público.
No começo de novembro de 2011, vários ministros juntaram-se ou rejuntaram-se à oposição, acabando por derrubar o governo. Em 9 de novembro, três ministros retornaram à oposição. No dia seguinte, Rick Hou se juntou a eles. No dia seguinte, o primeiro-ministro Danny Philip demitiu o ministro das Finanças, Gordon Darcy Lilo, supostamente por conspirar com a oposição. Horas depois, Philip anunciou sua própria renúncia, já que ele claramente não tinha mais a quantidade de pessoas com as quais governar. Em 16 de novembro, o Parlamento escolheu Lilo para substituí-lo. Lilo nomeou Hou como seu ministro das Finanças. Após sua nomeação, Houenipwela disse ao jornal diário Solomon Star que procuraria isentar "trabalhadores mal pagos" do pagamento de impostos, enquanto também "reduzia as taxas de impostos para permitir que as empresas fossem lucrativas". Haveria maior apoio do governo e investimento em "setores produtivos", incluindo a agricultura, o turismo e a pesca.
Em abril de 2015, ele assumiu uma posição no Parlamento contra os membros do Parlamento que estão isentos de pagar imposto de renda. Ele afirmou que recusaria sua própria isenção de impostos.